# Collegio di Lothian East
Lothian East è un collegio elettorale scozzese della Camera dei Comuni del Parlamento del Regno Unito. Elegge un membro del Parlamento con il sistema maggioritario a turno unico; rappresentante del collegio, dal 2024, è il laburista Douglas Alexander.

## Estensione
In origine e fino al 2024, il collegio era chiamato East Lothian e comprendeva:
- 1983-1997: distretto di East Lothian
- 1997-2005: consisteva delle divisioni elettorali del distretto del Lothian Orientale di Fa'side, Haddington, Luffness, Preston/Levenhall e Tantallon.
- dal 2005: consiste dell'area del Consiglio del Lothian Orientale.

Il collegio copre l'intera area del Lothian Orientale in Scozia; la città di Musselburgh fu aggiunta al seggio togliendola da Edinburgh East and Musselburgh nel 2005; prima delle elezioni del 1983, l'area era compresa nel collegio di Berwick and East Lothian.
Con la revisione dei collegi del 2024, il collegio è stato rinominato Lothian East.

## Membri del Parlamento
| Elezione | Elezione        | Deputato            | Partito   |
| -------- | --------------- | ------------------- | --------- |
|          | 1983            | John Home Robertson | Laburista |
| 2001     | Anne Picking    |                     | Laburista |
| 2010     | Fiona O'Donnell |                     | Laburista |
|          | 2015            | George Kerevan      | SNP       |
|          | 2017            | Martin Whitfield    | Laburista |
|          | 2019            | Kenny MacAskill     | SNP       |
|          | 2021            | Kenny MacAskill     | Alba      |
|          | 2024            | Douglas Alexander   | Laburista |

## Risultati elettorali

### Elezioni negli anni 2020
| Partito                    | Partito                                  | Candidato                  | Risultati 4 luglio 2024 | Risultati 4 luglio 2024 |
| Partito                    | Partito                                  | Candidato                  | Voti                    | %                       |
| -------------------------- | ---------------------------------------- | -------------------------- | ----------------------- | ----------------------- |
|                            | Laburista                                | Douglas Alexander          | 23 555                  | 49,17                   |
|                            | SNP                                      | Lyn Jardine                | 10 290                  | 21,48                   |
|                            | Conservatore                             | Scott Hamilton             | 5 335                   | 11,14                   |
|                            | Reform UK                                | Robert Davies              | 3 039                   | 6,34                    |
|                            | Lib Dem                                  | Duncan Dunlop              | 2 649                   | 5,53                    |
|                            | Verde                                    | Shona McIntosh             | 2 477                   | 5,17                    |
|                            | Alba                                     | George Kerevan             | 557                     | 1,16                    |
|                            |                                          |                            |                         |                         |
| Iscritti                   | Iscritti                                 | Iscritti                   | 75 456                  | 100,00                  |
| ↳ Votanti (% su iscritti)  | ↳ Votanti (% su iscritti)                | ↳ Votanti (% su iscritti)  | 47 902                  | 63,48                   |
| ↳ Astenuti (% su iscritti) | ↳ Astenuti (% su iscritti)               | ↳ Astenuti (% su iscritti) | 27 554                  | 36,52                   |
|                            |                                          |                            |                         |                         |
|                            | Esito: collegio passa da SNP a Laburista |                            |                         |                         |

### Elezioni negli anni 2010
| Partito                    | Partito                                  | Candidato                  | Risultati 12 dicembre 2019 | Risultati 12 dicembre 2019 |
| Partito                    | Partito                                  | Candidato                  | Voti                       | %                          |
| -------------------------- | ---------------------------------------- | -------------------------- | -------------------------- | -------------------------- |
|                            | SNP                                      | Kenny MacAskill            | 21 156                     | 36,16                      |
|                            | Laburista                                | Martin Whitfield           | 17 270                     | 29,51                      |
|                            | Conservatore                             | Craig Hoy                  | 15 523                     | 26,53                      |
|                            | Lib Dem                                  | Robert O’Riordan           | 4 071                      | 6,96                       |
|                            | UKIP                                     | David Sisson               | 493                        | 0,84                       |
|                            |                                          |                            |                            |                            |
| Iscritti                   | Iscritti                                 | Iscritti                   | 81 608                     | 100,00                     |
| ↳ Votanti (% su iscritti)  | ↳ Votanti (% su iscritti)                | ↳ Votanti (% su iscritti)  | 58 513                     | 71,70                      |
| ↳ Astenuti (% su iscritti) | ↳ Astenuti (% su iscritti)               | ↳ Astenuti (% su iscritti) | 23 095                     | 28,30                      |
|                            |                                          |                            |                            |                            |
|                            | Esito: collegio passa da Laburista a SNP |                            |                            |                            |

| Partito                    | Partito                                  | Candidato                  | Risultati 8 giugno 2017 | Risultati 8 giugno 2017 |
| Partito                    | Partito                                  | Candidato                  | Voti                    | %                       |
| -------------------------- | ---------------------------------------- | -------------------------- | ----------------------- | ----------------------- |
|                            | Laburista                                | Martin Whitfield           | 20 158                  | 36,08                   |
|                            | SNP                                      | George Kerevan             | 17 075                  | 30,56                   |
|                            | Conservatore                             | Sheila Low                 | 16 540                  | 29,60                   |
|                            | Lib Dem                                  | Elisabeth Wilson           | 1 738                   | 3,11                    |
|                            | Indipendente                             | Mike Allan                 | 367                     | 0,66                    |
|                            |                                          |                            |                         |                         |
| Iscritti                   | Iscritti                                 | Iscritti                   | 79 147                  | 100,00                  |
| ↳ Votanti (% su iscritti)  | ↳ Votanti (% su iscritti)                | ↳ Votanti (% su iscritti)  | 55 878                  | 70,60                   |
| ↳ Astenuti (% su iscritti) | ↳ Astenuti (% su iscritti)               | ↳ Astenuti (% su iscritti) | 23 269                  | 29,40                   |
|                            |                                          |                            |                         |                         |
|                            | Esito: collegio passa da SNP a Laburista |                            |                         |                         |

| Partito                    | Partito                                  | Candidato                  | Risultati 7 maggio 2015 | Risultati 7 maggio 2015 |
| Partito                    | Partito                                  | Candidato                  | Voti                    | %                       |
| -------------------------- | ---------------------------------------- | -------------------------- | ----------------------- | ----------------------- |
|                            | SNP                                      | George Kerevan             | 25 104                  | 42,54                   |
|                            | Laburista                                | Fiona O'Donnell            | 18 301                  | 31,01                   |
|                            | Conservatore                             | David Roach                | 11 511                  | 19,51                   |
|                            | Lib Dem                                  | Ettie Spencer              | 1 517                   | 2,57                    |
|                            | Verdi                                    | Jason Rose                 | 1 245                   | 2,11                    |
|                            | UKIP                                     | Oluf Marshall              | 1 178                   | 2,00                    |
|                            | Indipendente                             | Mike Allan                 | 158                     | 0,27                    |
|                            |                                          |                            |                         |                         |
| Iscritti                   | Iscritti                                 | Iscritti                   | 79 533                  | 100,00                  |
| ↳ Votanti (% su iscritti)  | ↳ Votanti (% su iscritti)                | ↳ Votanti (% su iscritti)  | 59 014                  | 74,20                   |
| ↳ Astenuti (% su iscritti) | ↳ Astenuti (% su iscritti)               | ↳ Astenuti (% su iscritti) | 20 519                  | 25,80                   |
|                            |                                          |                            |                         |                         |
|                            | Esito: collegio passa da Laburista a SNP |                            |                         |                         |

| Partito                    | Partito                                | Candidato                  | Risultati 6 maggio 2010 | Risultati 6 maggio 2010 |
| Partito                    | Partito                                | Candidato                  | Voti                    | %                       |
| -------------------------- | -------------------------------------- | -------------------------- | ----------------------- | ----------------------- |
|                            | Laburista                              | Fiona O'Donnell            | 21 919                  | 44,64                   |
|                            | Conservatore                           | Michael Veitch             | 9 661                   | 19,68                   |
|                            | Lib Dem                                | Stuart Ritchie             | 8 228                   | 16,76                   |
|                            | SNP                                    | Andrew Sharp               | 7 883                   | 16,05                   |
|                            | Verdi                                  | James Mackenzie            | 862                     | 1,76                    |
|                            | UKIP                                   | Jonathan Lloyd             | 548                     | 1,12                    |
|                            |                                        |                            |                         |                         |
| Iscritti                   | Iscritti                               | Iscritti                   | 73 484                  | 100,00                  |
| ↳ Votanti (% su iscritti)  | ↳ Votanti (% su iscritti)              | ↳ Votanti (% su iscritti)  | 49 161                  | 66,90                   |
| ↳ Astenuti (% su iscritti) | ↳ Astenuti (% su iscritti)             | ↳ Astenuti (% su iscritti) | 24 323                  | 33,10                   |
|                            |                                        |                            |                         |                         |
|                            | Esito: collegio confermato a Laburista |                            |                         |                         |

### Elezioni negli anni 2000
| Partito                    | Partito                                | Candidato                  | Risultati 5 maggio 2005 | Risultati 5 maggio 2005 |
| Partito                    | Partito                                | Candidato                  | Voti                    | %                       |
| -------------------------- | -------------------------------------- | -------------------------- | ----------------------- | ----------------------- |
|                            | Laburista                              | Anne Moffat                | 18 983                  | 41,47                   |
|                            | Lib Dem                                | Chris Butler               | 11 363                  | 24,82                   |
|                            | Conservatore                           | William Stevenson          | 7 315                   | 15,98                   |
|                            | SNP                                    | Paul McLennan              | 5 995                   | 13,10                   |
|                            | Verdi                                  | Michael Collie             | 1 132                   | 2,47                    |
|                            | Socialista                             | Gary Galbraith             | 504                     | 1,10                    |
|                            | UKIP                                   | Eric Robb                  | 306                     | 0,67                    |
|                            | Cristiano                              | William Thompson           | 178                     | 0,39                    |
|                            |                                        |                            |                         |                         |
| Iscritti                   | Iscritti                               | Iscritti                   | 70 790                  | 100,00                  |
| ↳ Votanti (% su iscritti)  | ↳ Votanti (% su iscritti)              | ↳ Votanti (% su iscritti)  | 45 776                  | 64,66                   |
| ↳ Astenuti (% su iscritti) | ↳ Astenuti (% su iscritti)             | ↳ Astenuti (% su iscritti) | 25 014                  | 35,34                   |
|                            |                                        |                            |                         |                         |
|                            | Esito: collegio confermato a Laburista |                            |                         |                         |

| Partito                    | Partito                                | Candidato                  | Risultati 7 giugno 2001 | Risultati 7 giugno 2001 |
| Partito                    | Partito                                | Candidato                  | Voti                    | %                       |
| -------------------------- | -------------------------------------- | -------------------------- | ----------------------- | ----------------------- |
|                            | Laburista                              | Anne Picking               | 17 407                  | 47,21                   |
|                            | Conservatore                           | Hamish Mair                | 6 577                   | 17,84                   |
|                            | Lib Dem                                | Judith Hayman              | 6 506                   | 17,65                   |
|                            | SNP                                    | Hilary Brown               | 5 381                   | 14,59                   |
|                            | Socialista                             | Derrick White              | 624                     | 1,69                    |
|                            | Laburista Socialista                   | James Herriot              | 376                     | 1,02                    |
|                            |                                        |                            |                         |                         |
| Iscritti                   | Iscritti                               | Iscritti                   | 58 994                  | 100,00                  |
| ↳ Votanti (% su iscritti)  | ↳ Votanti (% su iscritti)              | ↳ Votanti (% su iscritti)  | 36 871                  | 62,50                   |
| ↳ Astenuti (% su iscritti) | ↳ Astenuti (% su iscritti)             | ↳ Astenuti (% su iscritti) | 22 123                  | 37,50                   |
|                            |                                        |                            |                         |                         |
|                            | Esito: collegio confermato a Laburista |                            |                         |                         |

## Risultati dei referendum

### Referendum sulla permanenza del Regno Unito nell'Unione europea del 2016
|        | Collegio     | Lasciare UE % | Rimanere in UE % |
| ------ | ------------ | ------------- | ---------------- |
|        | East Lothian | 35,4%         | 64,6%            |
| Scozia | 38,0%        | 62,0%         |                  |
|        | Regno Unito  | 51,9%         | 48,1%            |

### Referendum sull'indipendenza della Scozia del 2014
|        | Collegio     | Voti NO | % No      | Voti SI | % Sì  |
| ------ | ------------ | ------- | --------- | ------- | ----- |
|        | East Lothian | 44 283  | 61,7%     | 27 467  | 38,3% |
| Scozia | 2 001 926    | 55,3%   | 1 617 989 | 44,7%   |       |